# Општина Чертезе (Сату Маре)
Чертезе (рум. Certeze) општина је у Румунији у округу Сату Маре.
Oпштина се налази на надморској висини од 276 m.